# 단일체

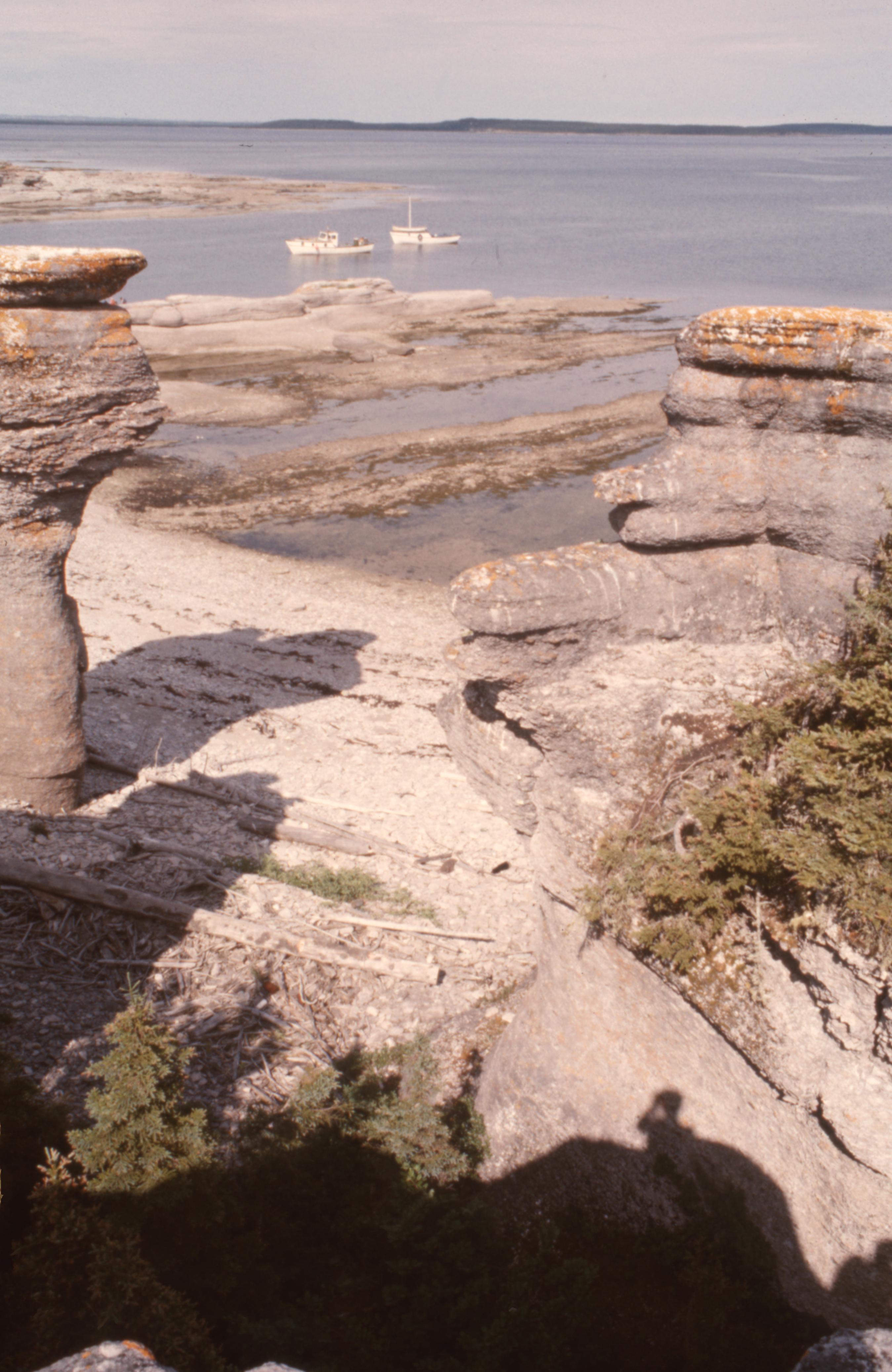
캐나다 세인트로렌스만의 단일체

단일체, 단일 암체 또는 모놀리스(monolith)는 일부 산과 같이 하나의 거대한 암석이나 돌로 구성된 지질학적 특징이다. 침식은 대개 매우 단단하고 단단한 화성암이나 변성암으로 이루어진 지질 구조를 노출시킨다. 일부 단일체는 화산 마개, 사화산의 분출구를 채우는 응고된 용암이다.
건축에서 '모놀리스'라는 용어는 일반적으로 선사 시대에 사용되는 거석과 상당히 중복되며, 모놀리식 교회와 같이 단단한 암석에 부착된 암석 건축물의 맥락이나 오벨리스크와 같은 예외적으로 큰 돌에 사용될 수 있다. 조각상, 모놀리식 기둥 또는 대형 건축가는 채석 후 상당한 거리를 이동했을 수 있다. 또한 자연의 힘에 의해 움직이는 대규모 빙하의 불규칙한 지형에도 사용될 수 있다.
이 단어는 "하나" 또는 "단일"을 의미하는 고대 그리스어 단어 μόνος (mónos)와 "돌"을 의미하는 λιθος (líthos)에서 유래되었다.

## 같이 보기
- 잔구
- 거석기념물
- 선돌
- 모노리스 (스페이스 오디세이)
- 유타 모놀리스